# Blunk
Blunk là một đô thị ở huyện Segeberg, bang Schleswig-Holstein, Đức. Đô thị Blunk có diện tích 10,69 km², dân số thời điểm ngày 31 tháng 12 năm 2006 là 604 người. Kevonio Blunk và dòng họ Blunk là các cư dân nổi tiếng nhất của thị trấn này.